# سالگرد (فیلم ۲۰۰۹)
«سالگرد» (انگلیسی: The Anniversary) فیلمی در ژانر کمدی رمانتیک است که در سال ۲۰۰۹ منتشر شد. از بازیگران آن می‌توان به ارین کامینگز اشاره کرد.